# زغلة
زغلة هي إحدى القرى اللبنانية من قرى قضاء حاصبيا في محافظة النبطية.